# واترلو (آیووا)
وترلو (به انگلیسی: Waterloo) شهری در ایالت آیووا کشور ایالات متحده آمریکا است که جمعیت آن در سرشماری سال ۲۰۱۰ میلادی، ۶۸٬۴۰۶ نفر بوده‌است.